# 2127 Tanya

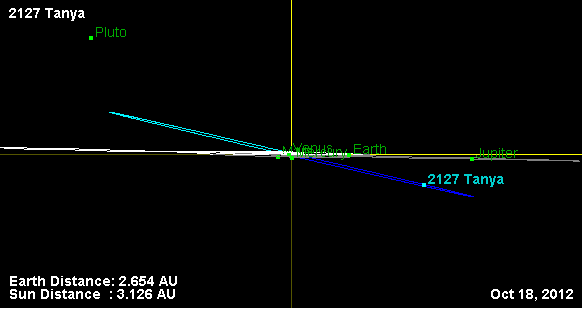

Tanya (asteroide 2127) é um asteroide da cintura principal com um diâmetro de 39,28 quilómetros, a 3,088289 UA. Possui uma excentricidade de 0,0374121 e um período orbital de 2 099 dias (5,75 anos).
Tanya tem uma velocidade orbital média de 16,62853453 km/s e uma inclinação de 13,12246º.
Este asteroide foi descoberto em 29 de Maio de 1971 por Lyudmila Chernykh.
O seu nome é uma homenagem a Tanya Savicheva, uma menina que aos 12 anos morreu no cerco a Leningrado na 2ª Guerra Mundial. No seu diário, ela fez um registo dos seus parentes que morreram, um por um. A sua última nota foi: "...todos os Savichevas morreram, Tanya ficou sozinha.".